# Pandanus dumetorum
Pandanus dumetorum är en enhjärtbladig växtart som beskrevs av Richard Eric Holttum och Harold St.John. Pandanus dumetorum ingår i släktet Pandanus och familjen Pandanaceae. Inga underarter finns listade.